# PGM-FI

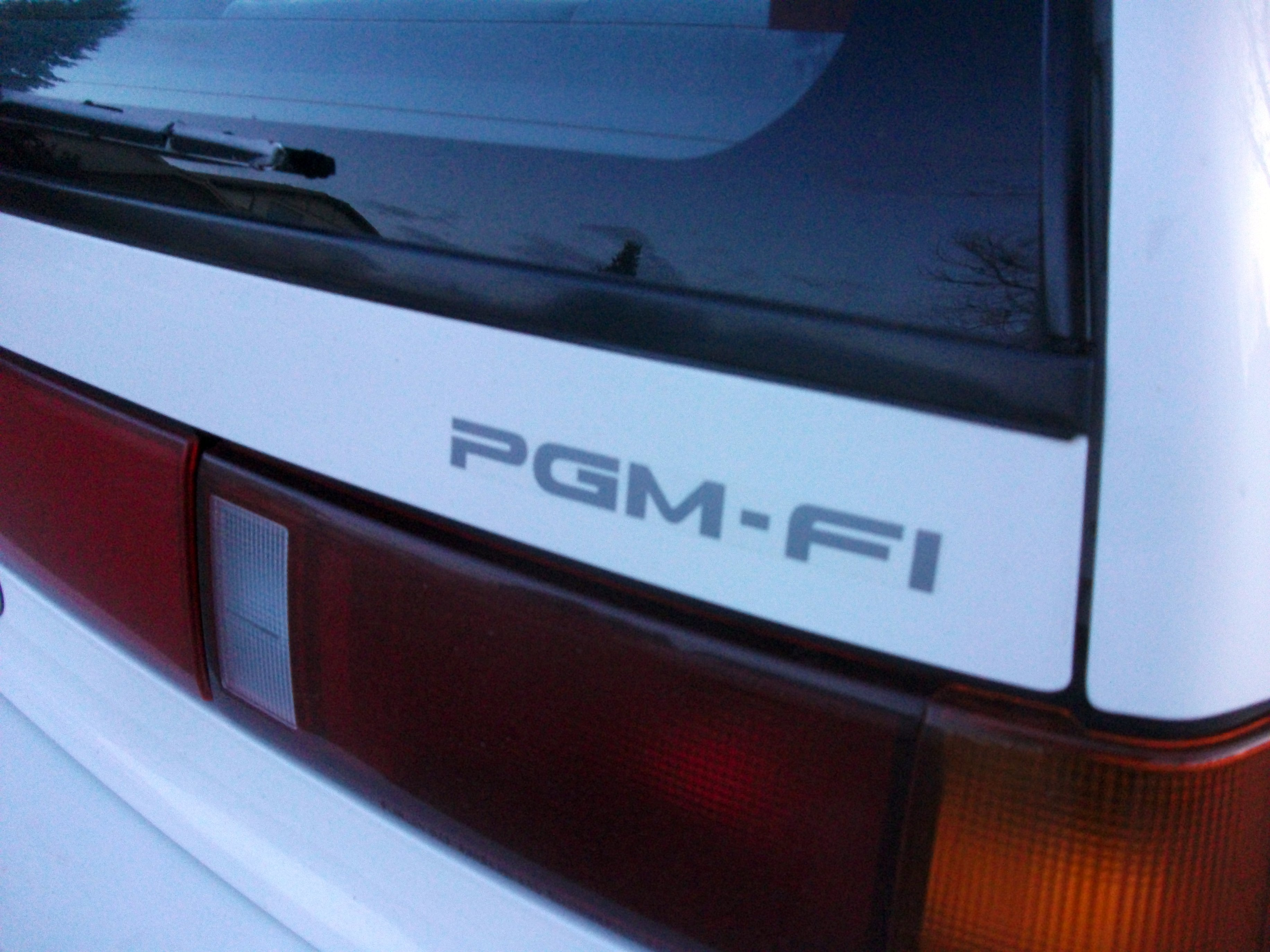
Обозначение PGM-FI на кузове одного из автомобилей

PGMFI/PGM-FI (Programmed Fuel Injection) — цифровая электронная система многоточечного впрыска для двигателей внутреннего сгорания японской компании Honda. Появилась в начале 1980-х годов. Система применялась в мотоциклах, автомобилях и лодочных моторах.

## История
Система Honda PGM-FI, появившаяся в 1982 и 1983 годах на мотоциклах CX500 и CX650 с турбонаддувом, соответственно, стала применяться в автомобилях City Turbo с двигателем ER. В конце 1980-х годов система начала применяться в автомобилях моделей Accord и Prelude и двигателях A20A, A20A3 и A20A4, а позже — и в различных мотоциклах Honda.

## Особенности
В системе PGM-FI применяется пьезоэлектрический датчик для измерения давления воздуха во впускном коллекторе. Затем эти данные объединяются с информацией о частоте вращения коленчатого вала и другими данными для расчёта количества воздуха и интерпретируются с помощью карт производительности. Топливо впрыскивается во впускные клапаны с перерывами. Система PGM-FI также имеет функцию отключения подачи топлива при сбросе газа и систему самодиагностики.